# Муранский язык
Муранский язык — язык индейского народа мура, проживающего в Амазонии. В настоящий момент из всех диалектов муранского языка сохранился только — пирахан.

## Диалекты
Муранский язык делится на 3 диалекта:
- Бохура́ — носители жили по берегам реки Аутаз-мирим
- Пирахан — носители живут по берегам реки Маиси
- Яхахи — носители жили по берегам реки  Бранко

По имеющимся данным мы можем сказать, что Бохура́ был взаимно понятен с пираханом. О языке яхахи отсутствуют какие либо данные.

## Грамматика
Для языка мура характерна агглютинативность, небольшой список фонем, почти полное отсутствие описания абстрактных объектов, свистящая речь и использование тона.
Примеры предложений на языке пирахан
1) ʔaí ti gá ʔai-á kopaíyai ʔáaga-há
«Тогда я сказал, что это (определённо) работа пантеры».
2) hi ob-áaxáí kahaıí kai-sai
«Он действительно умеет делать стрелы».
3) hoagaxóai Hoaga’oai hi s/he páxai kaopápi-sai-xáagahá
«Хоагаоаи поймал рыбу пааи (я знаю, потому что видел это)».